# Oud-Grieks stadion
Een stadion was een piste voor sport in het oude Griekenland, alsook een lengtemaat die de lengte van zo'n stadion beduidde.
De gebruikelijke lengte van zo'n looppiste was 600 Griekse voet (ca. 185 m), een maat die Herakles, volgens de mythe, voor het stadion in Olympia had ingesteld. Vervolgens werd dit de normale eenheid voor het meten van afstanden. Aan de beide lange zijden van het stadion waren natuurlijke of kunstmatige verhogingen met rijen zitplaatsen voor de toeschouwers. Aan het ene einde was er meestal een halfcirkelvormige ruimte, die voornamelijk bedoeld was voor worstelen en dit was eveneens de plaats voor de scheidsrechters. Nabij dit punt was de zuil die het einddoel markeerde.
Het startpunt werd ook (soms) aangeduid door een zuil aan het andere einde, dat oorspronkelijk recht was en in latere tijden boog zoals het uiteinde bij de eindstreep.
Met de stadion bedoelt men de afstand die gelopen werd. Later werd er een gebouw omheen gebouwd; dat noemt men het stadion.

## Referentie
- O. Seyffert, art. Stǎdǐum, the Greek house, in O. Seyffert, Dictionary of Classical Antiquities, Londen, 1894, p. 601.